# Adam Mair
Adam Mair (né le 15 février 1979 à Hamilton, dans la province de l'Ontario au Canada) est un joueur professionnel canadien de hockey sur glace. Il évoluait au poste d'attaquant.

## Biographie
Il a évolué dans les rangs juniors avec les Platers d'Owen Sound dans la LHO, puis est repêché par les Maple Leafs de Toronto au 84e rang lors du repêchage d'entrée dans la LNH 1997. Il participe à l'édition 1999 du championnat du monde junior avec l'équipe canadienne, qui se conclut par une médaille d'argent après une défaite en finale.
Il rejoint les Maple Leafs lors des séries éliminatoires de la Coupe Stanley en 1999 et y joue ses premières parties dans la LNH. Les saisons suivantes, il passe plus de temps dans la LAH avec les Maple Leafs de Saint-Jean, équipe affiliée de Toronto. Durant la saison 2000-2001, il est échangé le 13 mars aux Kings de Los Angeles avec un choix de repêchage contre le défenseur Aki-Petteri Berg. Après avoir pris part à dix parties avec les Kings durant cette saison, il en joue 18 la saison suivante, mais passe une partie de la saison dans la LAH avec les Monarchs de Manchester.
Durant l'été 2002, il est échangé aux Sabres de Buffalo contre Erik Rasmussen. Il devient un joueur régulier avec les Sabres et joue un total de sept saisons avec l'équipe. Sa meilleure saison offensive est en 2003-2004, alors qu'il réalise 20 points pour 6 buts et 14 aides.
Laissé libre par les Sabres en 2010 et invité au camp d'entraînement des Devils du New Jersey, il parvient à convaincre l'équipe de lui faire signer un contrat. Il prend part à 65 parties avec sa nouvelle équipe.
Il joue sa dernière saison professionnelle en 2011-2012 avec les Falcons de Springfield dans la LAH avant de se retirer de la compétition.

## Statistiques

### En club
| Saison     | Équipe                    | Ligue      |     | Saison régulière | Saison régulière | Saison régulière | Saison régulière | Saison régulière |    | Séries éliminatoires | Séries éliminatoires | Séries éliminatoires | Séries éliminatoires | Séries éliminatoires |
| Saison     | Équipe                    | Ligue      | PJ  | B                | A                | Pts              | Pun              | PJ               | B  | A                    | Pts                  | Pun                  |                      |                      |
| 1995-1996  | Platers d'Owen Sound      | LHO        | 62  | 12               | 15               | 27               | 63               | 6                | 0  | 0                    | 0                    | 2                    |                      |                      |
| 1996-1997  | Platers d'Owen Sound      | LHO        | 65  | 16               | 35               | 51               | 113              | 4                | 1  | 0                    | 1                    | 2                    |                      |                      |
| 1997-1998  | Platers d'Owen Sound      | LHO        | 56  | 25               | 27               | 52               | 179              | 11               | 6  | 3                    | 9                    | 31                   |                      |                      |
| 1998-1999  | Platers d'Owen Sound      | LHO        | 43  | 23               | 41               | 64               | 109              | 16               | 10 | 10                   | 20                   | 47                   |                      |                      |
| 1998-1999  | Maple Leafs de Toronto    | LNH        | -   | -                | -                | -                | -                | 5                | 1  | 0                    | 1                    | 14                   |                      |                      |
| 1998-1999  | Maple Leafs de Saint-Jean | LAH        | -   | -                | -                | -                | -                | 3                | 1  | 0                    | 1                    | 6                    |                      |                      |
| 1999-2000  | Maple Leafs de Saint-Jean | LAH        | 66  | 22               | 27               | 49               | 124              | -                | -  | -                    | -                    | -                    |                      |                      |
| 1999-2000  | Maple Leafs de Toronto    | LNH        | 8   | 1                | 0                | 1                | 6                | 5                | 0  | 0                    | 0                    | 8                    |                      |                      |
| 2000-2001  | Maple Leafs de Saint-Jean | LAH        | 47  | 18               | 27               | 45               | 69               | -                | -  | -                    | -                    | -                    |                      |                      |
| 2000-2001  | Maple Leafs de Toronto    | LNH        | 16  | 0                | 2                | 2                | 14               | -                | -  | -                    | -                    | -                    |                      |                      |
| 2000-2001  | Kings de Los Angeles      | LNH        | 10  | 0                | 0                | 0                | 6                | -                | -  | -                    | -                    | -                    |                      |                      |
| 2001-2002  | Monarchs de Manchester    | LAH        | 27  | 10               | 9                | 19               | 48               | 5                | 5  | 1                    | 6                    | 10                   |                      |                      |
| 2001-2002  | Kings de Los Angeles      | LNH        | 18  | 1                | 1                | 2                | 57               | -                | -  | -                    | -                    | -                    |                      |                      |
| 2002-2003  | Sabres de Buffalo         | LNH        | 79  | 6                | 11               | 17               | 146              | -                | -  | -                    | -                    | -                    |                      |                      |
| 2003-2004  | Sabres de Buffalo         | LNH        | 81  | 6                | 14               | 20               | 146              | -                | -  | -                    | -                    | -                    |                      |                      |
| 2005-2006  | Sabres de Buffalo         | LNH        | 40  | 2                | 5                | 7                | 47               | 3                | 0  | 0                    | 0                    | 0                    |                      |                      |
| 2006-2007  | Sabres de Buffalo         | LNH        | 82  | 2                | 9                | 11               | 128              | 16               | 1  | 4                    | 5                    | 10                   |                      |                      |
| 2007-2008  | Sabres de Buffalo         | LNH        | 72  | 5                | 12               | 17               | 66               | -                | -  | -                    | -                    | -                    |                      |                      |
| 2008-2009  | Sabres de Buffalo         | LNH        | 75  | 8                | 11               | 19               | 95               | -                | -  | -                    | -                    | -                    |                      |                      |
| 2009-2010  | Sabres de Buffalo         | LNH        | 69  | 6                | 8                | 14               | 73               | 6                | 1  | 1                    | 2                    | 4                    |                      |                      |
| 2010-2011  | Devils du New Jersey      | LNH        | 65  | 1                | 3                | 4                | 45               | -                | -  | -                    | -                    | -                    |                      |                      |
| 2011-2012  | Falcons de Springfield    | LAH        | 32  | 3                | 4                | 7                | 58               | -                | -  | -                    | -                    | -                    |                      |                      |
| Totaux LNH | Totaux LNH                | Totaux LNH | 615 | 38               | 76               | 114              | 829              | 35               | 3  | 5                    | 8                    | 36                   |                      |                      |

### En équipe nationale
| Année | Compétition                 |   | PJ | B | A | Pts | Pun               |  | Résultat |
| 1999  | Championnat du monde junior | 7 | 1  | 1 | 2 | 29  | Médaille d'argent |  |          |